# Leucobryum madagassum
Leucobryum madagassum är en bladmossart som beskrevs av Bescherelle 1880. Leucobryum madagassum ingår i släktet Leucobryum och familjen Dicranaceae. Inga underarter finns listade i Catalogue of Life.